# Dolly Shepherd

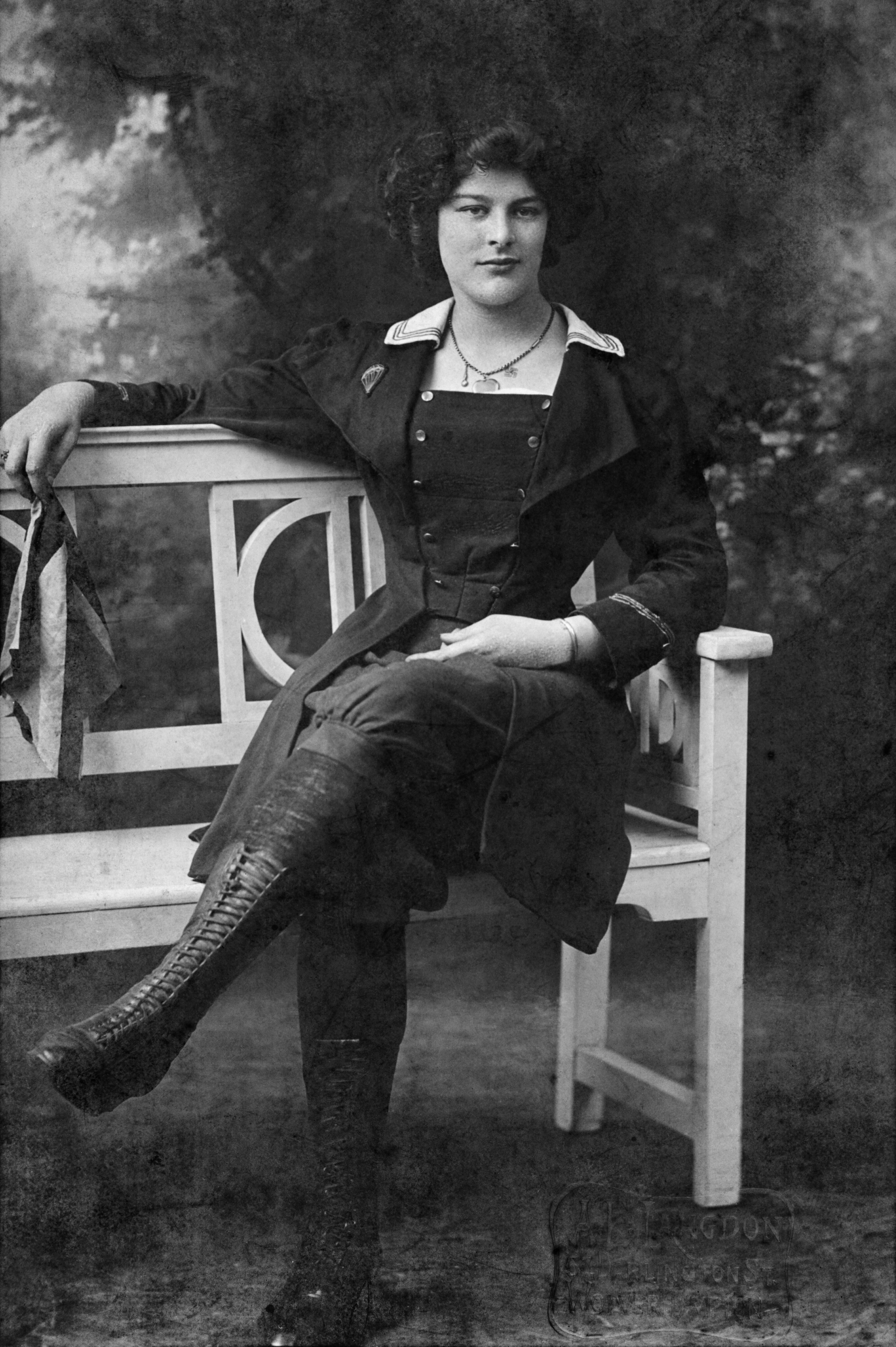
Dolly Shepherd

Dolly Shepherd, geborene Elizabeth Mariam Shepherd (* 19. November 1886 in Potters Bar, Middlesex, England; † 21. September 1983 in Eastbourne, Sussex) war eine britische Fallschirmspringerin.

## Leben
Sie begann ihre Fallschirmspringerkarriere 1904 nach der damals obligatorischen 30-minütigen Ausbildung mit einem Sprung aus einem Ballon bei einer Flugschau, bei der die Fallschirmspringertruppe um Auguste Gaudron Vorführungen durchführte. Der Sprung war so erfolgreich, dass Gaudron ihr eine Stelle in seiner Truppe anbot. Im Laufe der Zeit absolvierte sie mehr als 200 Absprünge, meistens aus Ballons. Dies brachte ihr die Namen Parachute queen bzw. Britain’s Queen of the Air ein.
1906 ereignete sich ein Unfall beim Versuch, einen doppelten Fallschirmabsprung aus einem Ballon durchzuführen. Der Schirm der zweiten Springerin, Louie May, öffnete sich nicht. Shepherd gelang es, gemeinsam mit May an nur einem Fallschirm lebend den Boden zu erreichen. Dieser Vorgang gilt als erste Mid-Air-Luftrettung.
1912 beendete Shepherd ihre professionelle Karriere als Fallschirmspringerin. Während des Ersten Weltkriegs war sie als Ambulanzwagenfahrerin eingesetzt, im Zweiten Weltkrieg diente sie als Bunkeraufsicht Wenige Jahre vor ihrem Tod flog sie nochmals mit den Red Devils,  dem Sportfallschirmspringerteam  des British Parachute Regiment.
Nach ihrer Heirat trug Dolly Shepherd den Namen Sedgwick. Sie hatte eine Tochter, Molly Sedgwick. Dolly Shepherd starb 1983.